# Altmarkita
L'altmarkita és un mineral de la classe dels elements natius. També es coneix com a "amalgama de plom", de l'anglès leadamalgam.

## Característiques
L'altmarkita és un aliatge de mercuri i plom, una amalgama de fórmula química Pb0,7Hg0,3. Cristal·litza en el sistema tetragonal. S'ha trobat en forma d'un gra aïllat en concentrats de mena, de dimensió màxima de 50 micres. La seva duresa a l'escala de Mohs és 1,5.
Segons la classificació de Nickel-Strunz, l'altmarkita pertany a «01.AD - Metalls i aliatges de metalls, família del mercuri i amalgames» juntament amb els següents minerals: mercuri, belendorffita, kolimita, eugenita, luanheïta, moschellandsbergita, paraschachnerita, schachnerita, weishanita, amalgames d'or i potarita.

## Formació i jaciments
Es troba en concentrats pesants de material trillat de sulfurs de platí que contenen coure i níquel, associada a magnetita. Va ser descoberta al dipòsit de Cu-Ni-(Pt-Pd) de Xiaonanshan, a Wuchuan Co. (Mongòlia Interior, República Popular de la Xina). També se n'ha trobat a Moctezuma (Sonora, Mèxic).